# Emil Beise
Emil Beise (* 8. März 1895 in Wittenfelde; † 20. November 1972) war ein deutscher Politiker (FDP).

## Leben
Emil Beise legte das Abitur ab und war anschließend Kriegsfreiwilliger im Ersten Weltkrieg. Er bestand 1916 die erste und 1919 die zweite Lehrerprüfung. Im Zweiten Weltkrieg diente er in der Wehrmacht und geriet in amerikanische und sowjetische Kriegsgefangenschaft. Von 1946 bis 1956 arbeitete er als Lehrer in Berlin-Schöneberg und war von 1956 bis 1960 Rektor der fünften Grundschule in Berlin-Tempelhof, bevor er in den Ruhestand ging.
Er war Mitglied der FDP und von 1954 bis 1960 Mitglied des Landespersonalausschusses sowie des Kulturpolitischen Ausschusses. Er war von 1963 bis 1967 Mitglied des Abgeordnetenhauses von Berlin.